# Plymouth (Ohio)
Pour les articles homonymes, voir Plymouth.
Plymouth est un village américain situé dans les comtés de Huron et de Richland, dans l'Ohio. Selon le recensement de 2010, sa population est de 1 857 habitants.